# Заклинанието 4: Последно причастие
„Заклинанието 4“ (на английски: The Conjuring: Last Rites) е предстоящ свръхестествен филм на ужасите от 2025 г. на режисьора Майкъл Чейвс. Във филма участват Патрик Уилсън и Вера Фармига, които се завръщат съответно в ролите на паранормалните детективи Ед и Лорейн Уорън. Той е продължение на „Заклинанието 3: Демоничният убиец“ (2021) и е деветата част от вселената „Заклинанието“. Продуценти отново са Джеймс Уан и Питър Сафран.
Премиерата на филма се очаква да излезе по кината в Съединените щати на 5 септември 2025 г. в разпространение от „Уорнър Брос Пикчърс“.

## Актьорски състав
- Патрик Уилсън – Ед Уорън
- Вера Фармига – Лорейн Уорън
- Бен Харди – Тони Спера
- Мия Томлинсън – Джуди Уорън